# 靈寶、潼關之戰
灵宝、潼关之战是唐安史之乱初期一场重要战役。哥舒翰率领的唐军在灵宝西原惨败给崔乾祐的燕军，至使潼关失守。这场战役的失败使得唐朝廷对安史叛军战争的形势乃至整个唐朝之后的历史走向发生了戏剧性的变化。安禄山的燕军取得了暂时性的胜利。而唐朝原本大好的形势急剧扭转，不久便丢失长安并发生了马嵬坡之变。

## 背景
天宝十四年十一月，安禄山于幽州起兵反叛。十二月，安禄山攻陷东都洛阳。时高仙芝镇守陕郡，弃城西以保潼关。不久，封常清、高仙芝被冤杀于潼关。哥舒翰被任命为太子先锋兵马元帅，领河、陇兵募守潼关以拒燕军。同时唐玄宗敕天下四面进兵，会攻洛阳。哥舒翰以病固辞，唐玄宗不许，以田良丘为御史中丞，充行军司马，起居郎萧昕为判官，蕃将火拔归仁等各将部落以从，并高仙芝旧部，号称二十万，驻军于潼关。哥舒翰因病不能主事，军政悉数委任于田良丘。田良丘不敢专决，让王思礼主管骑兵，李承光主管步兵，二人争位，无法统一行事。同时，主帅哥舒翰用法严而不恤，唐军士卒皆懈弛，无斗志。
天宝十五年春正月，哥舒翰击退进犯潼关的安庆绪。当时，杨国忠怀疑哥舒翰于己不利。六月癸未，召杜乾运诣关，因事斩之。杨国忠日益恐惧。当时，有说崔乾祐在陕，兵不满四千，皆羸弱无备，唐玄宗遣使让哥舒翰进攻陕、洛。哥舒翰回奏称：「禄山久习用兵，今始为逆，岂肯无备！是必羸师以诱我。若往，正堕其计中。且贼远来，利在速战；官军据险以扼之，利在坚守。况贼残虐失众，兵势日蹙，将有内变；因而乘之，可不战擒也。要在成功，何必务速！今诸道征兵尚多未集，请且待之。」郭子仪、李光弼亦上言：「请引兵北取范阻，覆其巢穴，质贼党妻子以招之，贼必内溃。潼关大军，帷应固守以弊之，不可轻出。」杨国忠则言于唐玄宗，以燕军无防备，而哥舒翰逗留于潼关，将失战机。唐玄宗深以为然，继续遣中使劝说，接连不断。哥舒翰不得已，抚膺恸哭。六月丙戌，哥舒翰引兵出关。 

## 战役经过
六月己丑，哥舒翰领兵八万与崔乾祐战于灵宝西原，唐军大败，死者十之六七，仅八千余人返回潼关。辛卯，崔乾祐攻克潼关。哥舒翰退至关西驿，揭榜收取兵卒，欲复守潼关，为其帐下火拔归仁以左右数十骑执之投降于燕军。潼关失守，京师大骇，河东、华阴、上洛等郡皆弃城而走。